# Sigríður Eiríksdóttir
Sigríður Eiríksdóttir (auch Sigríður Eiríksdóttir Thorvaldsson; * 16. Juni 1894 in Middal/Mosfellssveit, Island; † 23. März 1986 in Reykjavik) war eine isländische Pflegefachkraft, Präsidentin des seinerzeitigen Verbands isländischer Krankenschwestern, meist „Icelandic Nurses Association“ genannt, und Trägerin der Florence-Nightingale-Medaille.

## Leben
Sigríður Eiríksdóttir wurde als Tochter des Landwirtes Eiríkur Guðmundsson und dessen Ehefrau Vilborg Guðnadóttir geboren. Sie besuchte eine allgemeinbildende Schule und absolvierte anschließend eine kaufmännische Ausbildung in Reykjavik. Nach mehrjähriger Arbeit als Sekretärin beschloss sie, eine Pflegeausbildung zu machen, wozu sie allerdings nach Dänemark gehen musste, weil es in Island selber noch keine Pflegeschule gab. 1921 legte sie das Krankenpflegeexamen am Städtischen Krankenhaus in Kopenhagen ab. Ihr weiterer beruflicher Weg führte sie an das renommierte Rudolfinerhaus in Wien, wo sie eine geburtshilfliche Ausbildung erhielt.
Nach ihrer Rückkehr nach Island war sie in der Tuberkulose-Fürsorge tätig und arbeitete als Sekretärin für die Félag íslenskra hjúkrunarkvenna (später Félag íslenskra hjúkrunarfræðinga), also die Icelandic Nurses Association (INA). Im Jahr 1924 wurde sie zur Präsidentin der Félag íslenskra hjúkrunarkvenna gewählt und behielt dieses Amt für insgesamt 36 Jahre.  In ihrer Eigenschaft als INA-Vorsitzende gehörte sie auch zum Büro der „Northern Nurses Federation (NNF)“. Sie nahm am 7. Kongress der NNF im August 1946 unter Vorsitz der ICN-Gründerin, Ethel Bedford-Fenwick, in Oslo teil. Auch leitete Sigríður Eiríksdóttir die Organisation für ambulante Pflege in Island. An einer Wirtschaftsschule unterrichtete sie außerdem Hygiene und häusliche Krankenpflege. Die Tuberkulose-Fürsorge blieb ihr zeitlebens ein Anliegen.

### Familie
Sigríður Eiríksdóttir war verheiratet mit Finnbogi Rútur Þorvaldsson, einem Bauingenieur und Professor an der Universität von Island. Sie war die Mutter von Vigdís Finnbogadóttir (* 1930), der ersten weiblichen Präsidentin in Island. Vigdís Finnbogadóttir engagierte sich in ihrer Eigenschaft als Staatspräsidentin für die Entwicklung der Pflege in Island. Nach ihrer Heirat nannte sich Sigríður bei Reisen ins Ausland auch Sigríður Eiríksdóttir Þorvaldsson. Dieser Name ist auch in ihrem Reisepass hinterlegt.

## Auszeichnungen
- Aufgrund ihrer umfangreichen Arbeit auf dem Gebiete der Gesundheitserziehung unter der isländischen Bevölkerung namentlich auch in der Zeit des Zweiten Weltkriegs wurde Sigríður Eiríksdóttir im Jahr 1949 vom Internationalen Roten Kreuz die Florence-Nightingale-Medaille verliehen.[7] Die Urkunde wurde am 12. Mai 1949 vom Comité internationale de la Croix-Rouge für Mademoiselle Sigriður Eiriksdottir Thorvaldsson ausgestellt.[8]
- 1965 wurde ihr das Ritterkreuz des isländischen Falkenordens verliehen.[9]